# Roussennac
Roussennac (okzitanisch: Rocennac) ist eine französische Gemeinde mit 618 Einwohnern (Stand: 1. Januar 2022) im Département Aveyron in der Region Okzitanien (vor 2016 Midi-Pyrénées). Sie gehört zum Arrondissement Villefranche-de-Rouergue und zum Kanton Lot et Montbazinois. Die Einwohner werden Roussennacois genannt.

## Geografie
Roussennac liegt etwa 32 Kilometer westnordwestlich von Rodez. Umgeben wird Roussennac von den Nachbargemeinden Montbazens im Nordwesten und Norden, Lugan im Norden, Bournazel im Osten, Rignac im Südosten, Anglars-Saint-Félix im Süden sowie Vaureilles im Westen.

## Bevölkerungsentwicklung
| Jahr                       | 1962 | 1968 | 1975 | 1982 | 1990 | 1999 | 2006 | 2019 |
| Einwohner                  | 446  | 426  | 409  | 414  | 427  | 429  | 485  | 637  |
| Quellen: Cassini und INSEE |      |      |      |      |      |      |      |      |

## Sehenswürdigkeiten

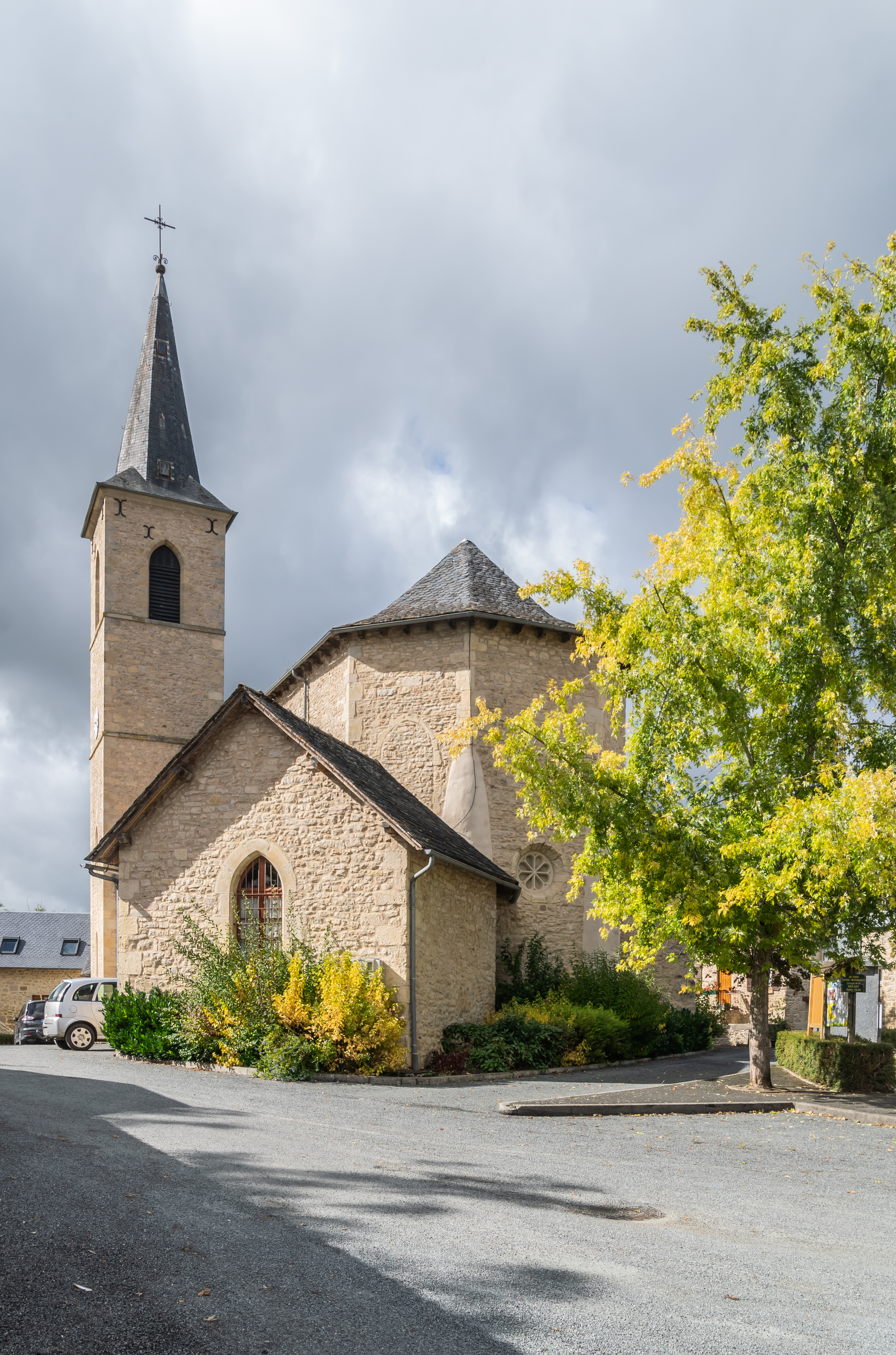
Kirche Saint-Eutrope

- Kirche Saint-Eutrope

## Persönlichkeiten
- Sebastião Tomás (1876–1945), Prälat von Santíssima Conceição do Araguaia